# Zofia Żółtańska
Zofia Żółtańska (* um 1966, verheiratete Zofia Drogomirecka) ist eine polnische Badmintonspielerin. 

## Karriere
Zofia Żółtańska gewann schon als Juniorin 1981 ihren ersten nationalen Titel bei den Erwachsenen in Polen. Weitere Titelgewinnen folgten 1986 und 1987 begleitet von zahlreichen Silber- und Bronzeplätzen von 1982 bis 1987.

## Sportliche Erfolge
| Saison | Veranstaltung                          | Disziplin   | Platz | Name                                                                       |
| ------ | -------------------------------------- | ----------- | ----- | -------------------------------------------------------------------------- |
| 1981   | Polnische Einzelmeisterschaften        | Damendoppel | 1     | Bożena Wojtkowska / Zofia Żółtańska (Technik Głubczyce)                    |
| 1982   | Polnische Meisterschaften der Junioren | Damendoppel | 1     | Bożena Siemieniec / Zofia Zoltanska                                        |
| 1982   | Polnische Einzelmeisterschaften        | Mixed       | 2     | Stanisław Rosko / Zofia Żółtańska (Technik Głubczyce)                      |
| 1982   | Polnische Einzelmeisterschaften        | Damendoppel | 2     | Bożena Siemieniec / Zofia Żółtańska (Technik Głubczyce)                    |
| 1983   | Polnische Meisterschaften der Junioren | Damendoppel | 1     | Bożena Siemieniec / Zofia Zoltanska                                        |
| 1983   | Polnische Meisterschaften der Junioren | Mixed       | 1     | Grzegorz Olchowik / Zofia Zoltanska                                        |
| 1983   | Polnische Einzelmeisterschaften        | Mixed       | 2     | Grzegorz Olchowik / Zofia Żółtańska (Technik Głubczyce)                    |
| 1983   | Polnische Einzelmeisterschaften        | Damendoppel | 2     | Bożena Siemieniec / Zofia Żółtańska (Technik Głubczyce)                    |
| 1984   | Polnische Meisterschaften der Junioren | Damendoppel | 1     | Bożena Siemieniec / Zofia Zoltanska                                        |
| 1984   | Polnische Einzelmeisterschaften        | Damendoppel | 2     | Barbara Zimna / Zofia Żółtańska (Technik Głubczyce)                        |
| 1984   | Polnische Einzelmeisterschaften        | Mixed       | 3     | Grzegorz Olchowik / Zofia Żółtańska (Technik Głubczyce)                    |
| 1984   | Polnische Einzelmeisterschaften        | Dameneinzel | 3     | Zofia Żółtańska (Technik Głubczyce)                                        |
| 1985   | Polnische Einzelmeisterschaften        | Damendoppel | 3     | Bożena Siemieniec / Zofia Żółtańska (Technik Głubczyce)                    |
| 1985   | Polnische Einzelmeisterschaften        | Mixed       | 3     | Stanisław Rosko / Zofia Żółtańska (Technik Głubczyce)                      |
| 1986   | Polnische Einzelmeisterschaften        | Damendoppel | 1     | Bożena Siemieniec / Zofia Żółtańska (Technik Głubczyce)                    |
| 1986   | Polnische Einzelmeisterschaften        | Mixed       | 2     | Grzegorz Olchowik / Zofia Żółtańska (Technik Głubczyce)                    |
| 1987   | Polnische Einzelmeisterschaften        | Mixed       | 2     | Jacek Hankiewicz / Zofia Żółtańska (Kolejarz Katowice / Technik Głubczyce) |
| 1987   | Polnische Einzelmeisterschaften        | Dameneinzel | 3     | Zofia Żółtańska (Technik Głubczyce)                                        |
| 1987   | Polnische Einzelmeisterschaften        | Damendoppel | 1     | Bożena Siemieniec / Zofia Żółtańska (Technik Głubczyce)                    |

## Referenzen
- http://www.badminton.pl/imp.xls
- http://badmintonzone.pl/?strona=news&id=737

| Personendaten    | Personendaten                |
| ---------------- | ---------------------------- |
| NAME             | Żółtańska, Zofia             |
| ALTERNATIVNAMEN  | Drogomirecka, Zofia          |
| KURZBESCHREIBUNG | polnische Badmintonspielerin |
| GEBURTSDATUM     | um 1966                      |